# Championnat du monde masculin de volley-ball 1949
Navigation
URSS 1952
Le 1er championnat du monde de volley-ball masculin s'est déroulé du 10 au 18 septembre 1949 à Prague, Tchécoslovaquie. Les matches se sont déroulés en extérieur, sur un terrain de tennis. Seules des équipes européennes ont participé à la compétition.

## Équipes participantes
- Belgique
- Bulgarie
- France
- Hongrie
- Italie
- Pays-Bas
- Pologne
- Roumanie
- Tchécoslovaquie
- URSS

## Compétition

### Tour préliminaire

#### Poule A
| # | Équipe   | Pts | J | G | P | Sp | Sc | Ratio | Pp  | Pc  | Ratio |
| - | -------- | --- | - | - | - | -- | -- | ----- | --- | --- | ----- |
| 1 | URSS     | 6   | 3 | 3 | 0 | 9  | 0  | MAX   | 136 | 55  | 2.473 |
| 2 | Roumanie | 5   | 3 | 2 | 1 | 6  | 5  | 1.2   | 130 | 118 | 1.102 |
| 3 | Hongrie  | 4   | 3 | 1 | 2 | 5  | 6  | 0.833 | 123 | 129 | 0.953 |
| 4 | Belgique | 3   | 3 | 0 | 3 | 0  | 9  | 0     | 48  | 135 | 0.356 |

| Date     | Match               | Résultat | Sets | Sets  | Sets  | Sets  | Sets  | Total Points |
| Date     | Match               | Résultat | 1    | 2     | 3     | 4     | 5     | Total Points |
| -------- | ------------------- | -------- | ---- | ----- | ----- | ----- | ----- | ------------ |
| 11.09.49 | URSS - Belgique     | 3 - 0    | 15-1 | 15-6  | 15-3  | -     | -     | 45-10        |
| 11.09.49 | Roumanie - Hongrie  | 3 - 2    | 15-6 | 7-15  | 9-15  | 15-11 | 15-10 | 61-57        |
| 12.09.49 | Hongrie - Belgique  | 3 - 0    | 15-8 | 15-13 | 15-2  | -     | -     | 45-23        |
| 12.09.49 | URSS - Roumanie     | 3 - 0    | 15-4 | 15-6  | 16-14 | -     | -     | 46-24        |
| 13.09.49 | Roumanie - Belgique | 3 - 0    | 15-4 | 15-2  | 15-9  | -     | -     | 45-15        |
| 13.09.49 | URSS - Hongrie      | 3 - 0    | 15-9 | 15-3  | 15-9  | -     | -     | 45-21        |

#### Poule B
| # | Équipe   | Pts | J | G | P | Sp | Sc | Ratio | Pp  | Pc  | Ratio |
| - | -------- | --- | - | - | - | -- | -- | ----- | --- | --- | ----- |
| 1 | Bulgarie | 4   | 2 | 2 | 0 | 6  | 0  | MAX   | 103 | 57  | 1.807 |
| 2 | France   | 3   | 2 | 1 | 1 | 3  | 4  | 0.75  | 86  | 88  | 0.977 |
| 3 | Italie   | 2   | 2 | 0 | 2 | 2  | 6  | 0.333 | 73  | 117 | 0.624 |

| Date     | Match             | Résultat | Sets  | Sets  | Sets  | Sets  | Sets | Total Points |
| Date     | Match             | Résultat | 1     | 2     | 3     | 4     | 5    | Total Points |
| -------- | ----------------- | -------- | ----- | ----- | ----- | ----- | ---- | ------------ |
| 10.09.49 | Bulgarie - Italie | 3 - 1    | 15-7  | 13-15 | 15-4  | 15-4  | -    | 58-30        |
| 11.09.49 | Bulgarie - France | 3 - 0    | 15-8  | 15-9  | 15-10 | -     | -    | 45-27        |
| 13.09.49 | France - Italie   | 3 - 1    | 14-16 | 15-10 | 15-5  | 15-12 | -    | 59-43        |

#### Poule C
| # | Équipe          | Pts | J | G | P | Sp | Sc | Ratio | Pp | Pc | Ratio |
| - | --------------- | --- | - | - | - | -- | -- | ----- | -- | -- | ----- |
| 1 | Tchécoslovaquie | 4   | 2 | 2 | 0 | 6  | 0  | MAX   | 90 | 21 | 4.286 |
| 2 | Pologne         | 3   | 2 | 1 | 1 | 3  | 3  | 1     | 65 | 57 | 1.14  |
| 3 | Pays-Bas        | 2   | 2 | 0 | 2 | 0  | 6  | 0     | 13 | 90 | 0.144 |

| Date     | Match                      | Résultat | Sets | Sets  | Sets | Sets | Sets | Total Points |
| Date     | Match                      | Résultat | 1    | 2     | 3    | 4    | 5    | Total Points |
| -------- | -------------------------- | -------- | ---- | ----- | ---- | ---- | ---- | ------------ |
| 10.09.49 | Pologne - Pays-Bas         | 3 - 0    | 15-2 | 15-7  | 15-3 | -    | -    | 45-12        |
| 11.09.49 | Tchécoslovaquie - Pologne  | 3 - 0    | 15-5 | 15-10 | 15-5 | -    | -    | 45-20        |
| 12.09.49 | Tchécoslovaquie - Pays-Bas | 3 - 0    | 15-0 | 15-0  | 15-1 | -    | -    | 45-1         |

### Deuxième tour

#### Classement 7-10
| #  | Équipe   | Pts | J | G | P | Sp | Sc | Ratio | Pp  | Pc  | Ratio |
| -- | -------- | --- | - | - | - | -- | -- | ----- | --- | --- | ----- |
| 7  | Hongrie  | 6   | 3 | 3 | 0 | 9  | 1  | 9     | 149 | 89  | 1.674 |
| 8  | Italie   | 5   | 3 | 2 | 1 | 6  | 3  | 2     | 124 | 79  | 1.57  |
| 9  | Belgique | 4   | 3 | 1 | 2 | 3  | 6  | 0.5   | 87  | 113 | 0.77  |
| 10 | Pays-Bas | 3   | 3 | 0 | 3 | 1  | 9  | 0.111 | 70  | 149 | 0.47  |

| Date     | Match               | Résultat | Sets  | Sets  | Sets  | Sets | Sets | Total Points |
| Date     | Match               | Résultat | 1     | 2     | 3     | 4    | 5    | Total Points |
| -------- | ------------------- | -------- | ----- | ----- | ----- | ---- | ---- | ------------ |
| 15.09.49 | Italie - Belgique   | 3 - 0    | 15-4  | 15-5  | 15-6  | -    | -    | 45-15        |
| 15.09.49 | Hongrie - Pays-Bas  | 3 - 1    | 15-3  | 15-3  | 14-16 | 15-6 | -    | 59-28        |
| 16.09.49 | Italie - Pays-Bas   | 3 - 0    | 15-2  | 15-11 | 15-6  | -    | -    | 45-19        |
| 16.09.49 | Hongrie - Belgique  | 3 - 0    | 15-4  | 15-10 | 15-13 | -    | -    | 45-27        |
| 17.09.49 | Belgique - Pays-Bas | 3 - 0    | 15-4  | 15-6  | 15-13 | -    | -    | 45-23        |
| 17.09.49 | Hongrie - Italie    | 3 - 0    | 15-12 | 15-12 | 15-10 | -    | -    | 45-34        |

#### Classement 1-6
| # | Équipe          | Pts | J | G | P | Sp | Sc | Ratio | Pp  | Pc  | Ratio |
| - | --------------- | --- | - | - | - | -- | -- | ----- | --- | --- | ----- |
| 1 | URSS            | 10  | 5 | 5 | 0 | 15 | 2  | 7.5   | 256 | 127 | 2.016 |
| 2 | Tchécoslovaquie | 9   | 5 | 4 | 1 | 13 | 3  | 4.333 | 230 | 131 | 1.756 |
| 3 | Bulgarie        | 8   | 5 | 3 | 2 | 9  | 10 | 0.9   | 194 | 224 | 0.866 |
| 4 | Pologne         | 7   | 5 | 2 | 3 | 8  | 11 | 0.727 | 210 | 239 | 0.879 |
| 5 | Roumanie        | 6   | 5 | 1 | 4 | 6  | 12 | 0.5   | 178 | 243 | 0.733 |
| 6 | France          | 5   | 5 | 0 | 5 | 1  | 15 | 0.067 | 135 | 239 | 0.565 |

| Date     | Match                      | Résultat | Sets  | Sets  | Sets  | Sets  | Sets | Total Points |
| Date     | Match                      | Résultat | 1     | 2     | 3     | 4     | 5    | Total Points |
| -------- | -------------------------- | -------- | ----- | ----- | ----- | ----- | ---- | ------------ |
| 14.09.49 | Tchécoslovaquie - Pologne  | 3 - 0    | 15-7  | 15-3  | 15-2  | -     | -    | 45-12        |
| 14.09.49 | URSS - Roumanie            | 3 - 1    | 14-16 | 15-6  | 15-6  | 15-11 | -    | 59-39        |
| 14.09.49 | Bulgarie - France          | 3 - 0    | 15-10 | 16-14 | 15-11 | -     | -    | 46-35        |
| 15.09.49 | Tchécoslovaquie - Bulgarie | 3 - 0    | 15-8  | 15-1  | 15-8  | -     | -    | 45-17        |
| 15.09.49 | URSS - Pologne             | 3 - 0    | 15-9  | 15-5  | 15-6  | -     | -    | 45-20        |
| 15.09.49 | Roumanie - France          | 3 - 1    | 15-8  | 11-15 | 15-11 | 15-11 | -    | 56-45        |
| 16.09.49 | Tchécoslovaquie - France   | 3 - 0    | 15-2  | 15-6  | 15-11 | -     | -    | 45-19        |
| 16.09.49 | Roumanie - Pologne         | 3 - 1    | 9-15  | 15-6  | 15-10 | 15-9  | -    | 54-40        |
| 16.09.49 | URSS - Bulgarie            | 3 - 0    | 15-8  | 15-4  | 15-1  | -     | -    | 45-13        |
| 17.09.49 | Tchécoslovaquie - Roumanie | 3 - 0    | 15-6  | 15-7  | 15-8  | -     | -    | 45-21        |
| 17.09.49 | Bulgarie - Pologne         | 3 - 2    | 13-15 | 15-12 | 15-10 | 10-15 | 15-7 | 68-59        |
| 17.09.49 | URSS - France              | 3 - 0    | 15-4  | 15-1  | 15-0  | -     | -    | 45-5         |
| 18.09.49 | Pologne - France           | 3 - 0    | 17-15 | 15-10 | 15-6  | -     | -    | 47-31        |
| 18.09.49 | Bulgarie - Roumanie        | 3 - 1    | 15-8  | 15-5  | 5-15  | 15-12 | -    | 50-40        |
| 18.09.49 | URSS - Tchécoslovaquie     | 3 - 1    | 15-7  | 15-11 | 17-19 | 15-13 | -    | 62-48        |

## Classement final
| Place              | Équipe          |
| ------------------ | --------------- |
| Médaille d'or      | URSS            |
| Médaille d'argent  | Tchécoslovaquie |
| Médaille de bronze | Bulgarie        |
| 4                  | Pologne         |
| 5                  | Roumanie        |
| 6                  | France          |
| 7                  | Hongrie         |
| 8                  | Italie          |
| 9                  | Belgique        |
| 10                 | Pays-Bas        |